# CK One
CK One est un parfum de Calvin Klein, créé et sorti en 1994 (1995 pour la France).

## Création
CK One est l'un des premiers parfums mixtes, destiné en priorité aux adolescents de la génération X, dans une décennie où l'« androgynie devient sexy ». Calvin Klein prend en effet conscience de l'importance des codes chez les jeunes, quel que soit le sexe. Ann Gottlieb, consultante en développement olfactif sollicitée pour la conception du parfum raconte ainsi l'ambiance de l'époque : « Il y a alors clairement fusion des genres. Garçons et filles portent les mêmes vêtements. De plus en plus de dortoirs universitaires deviennent mixtes. On se déplace davantage en groupe qu'en couple. CK One célèbre ce mouvement ».
Il est de la famille « hespéridé aromatique », et est composé de notes de thé vert, d'ananas, de cardamome, de jasmin, de rose, d'ambre et de santal. Les touches de citron étaient un pari risqué pour l'époque puisque le public américain, auquel CK One est d'abord destiné, a toujours été réticent à la présence du citron en parfumerie, l'assimilant aux produits ménagers. Mais c'est finalement un grand succès chez les jeunes urbains.

## Publicité
Le flacon est dessiné par Fabien Baron. En verre sablé et de style épuré, il est inspiré d'une bouteille de rhum. Il est entièrement recyclable, comme l'emballage, en carton sans colle.
La publicité télévisée présente « un groupe de jeunes filiformes et dégingandés [qui] discute, s'engueule, s'embrasse, s'amuse en noir et blanc. Dernier plan, un top-modèle en pleine ascension lâche, boudeuse et rebelle, "The Only One, CK One. A Fragance for a man or a woman". Kate Moss, évidemment ».

## Postérité
On compte parmi les marques influencées : 
Parfums féminins
- Eau Belle d'Azzaro (1995)
- Green Tea d'Elizabeth Arden (1999)
- L'Eau du Temps de Nina Ricci (2007)

Parfums masculins
- Ô pour Homme de Lancôme (1996)
- Lanvin l'Homme de Lanvin (1997)

Parfums mixtes
- Bulgari Extrême de Bulgari (1996)
- Paco de Paco Rabanne (1996)
- Eau Pure de Caron (1996)